# Hydrophis bituberculatus
Hydrophis bituberculatus är en ormart som beskrevs av Peters 1872. Hydrophis bituberculatus ingår i släktet Hydrophis och familjen giftsnokar och underfamiljen havsormar. Inga underarter finns listade i Catalogue of Life.
Denna orm förekommer i havet vid Sri Lanka och vid västra sidan av Malackahalvön. Kanske har den en större utbredning men andra fynd är inte dokumenterade. Exemplar hittades över sandig havsgrund. Hydrophis bituberculatus har ett giftigt bett. Honor lägger inga ägg utan föder levande ungar.
För beståndet är inga hot kända. Arten fångas ibland som bifångst under fiske. Fram till 2009 registrerades cirka 30 individer. IUCN kategoriserar arten globalt som otillräckligt studerad.